# Amata chroma
Amata chroma  là một loài bướm đêm thuộc phân họ Arctiinae, họ Erebidae.